# Ervilia bisculpta
Ervilia bisculpta är en musselart. Ervilia bisculpta ingår i släktet Ervilia och familjen Semelidae. Inga underarter finns listade i Catalogue of Life.